# Зосінкі
Зосінкі (пол. Zosinki) — село в Польщі, у гміні Рихвал Конінського повіту Великопольського воєводства.
Населення — 238 осіб (2011).
У 1975-1998 роках село належало до Конінського воєводства.

## Демографія
Демографічна структура станом на 31 березня 2011 року:
|          | Загалом | Допрацездатний вік | Працездатний вік | Постпрацездатний вік |
| -------- | ------- | ------------------ | ---------------- | -------------------- |
| Чоловіки | 117     | 26                 | 78               | 13                   |
| Жінки    | 121     | 34                 | 68               | 19                   |
| Разом    | 238     | 60                 | 146              | 32                   |